# Gheorghe Ilie (boxer)
Gheorghe Ilie (n. 4 iunie 1927) a fost un boxer român. A concurat la categoria pană⁠(d) la Jocurile Olimpice de vară din 1952. S-a impus în prima rundă cu 2–1 împotriva reprezentantului Marii Britanii, Percy Lewis⁠(d), și a pierdut în runda a II-a cu 3–0 în fața reprezentantului Statelor Unite ale Americii, Edson Brown⁠(d).

## Distincții
- Medalia Muncii (19 noiembrie 1952) pentru rezultatele obținute la Jocurile Olimpice de vară de la Helsinski[4]